# Valle de la Luna

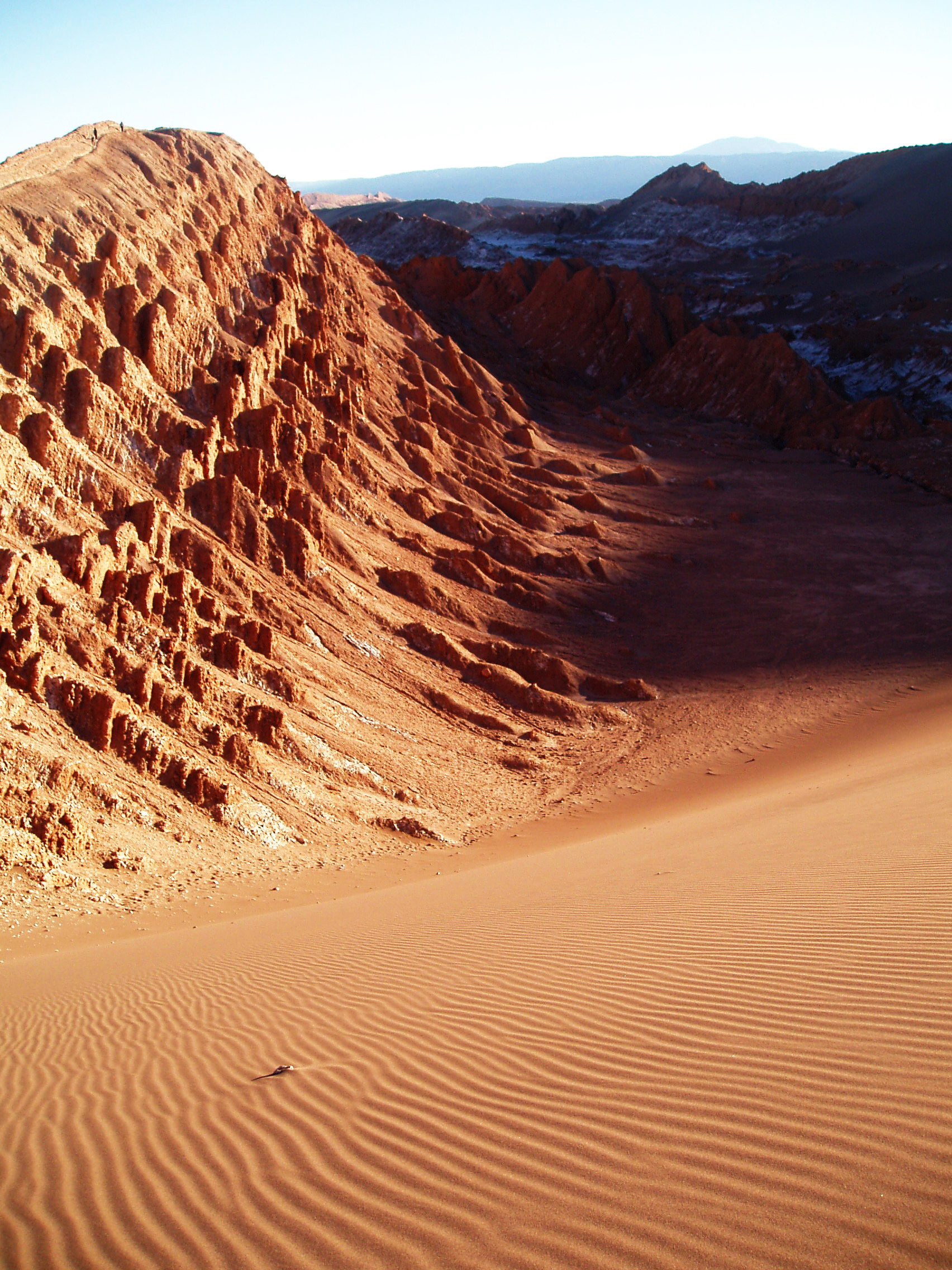
Panormàmica de la vall

El Valle de la Luna (la Vall de la Lluna) és un paratge desèrtic pertanyent a la Regió d'Antofagasta (Xile); se situa a 13 quilòmetres a l'oest de San Pedro de Atacama. L'any 1982 va ser declarat santuari de la naturalesa i és part de la Reserva Nacional Los Flamencos.
Aquest lloc és una depressió petita que envolta Sierra Orbate a 2500 msnm i forma part de la Cordillera de la sal.Es va formar al llarg de mil·lennis per l'erosió fluvial i eòlica, les quals han tallat el seu sòl en formes tals com: crestes amb puntes, depressions, turons de colors grisos i ocres, que li donen aquesta aparença lunar tan característica.
La vall de la lluna és un lloc que es caracteritza per l'escassesa d'humitat, flora i fauna, trobant-se solament alguns exemplars de Liolaemus, que és un tipus de llangardaix.

## Clima
Clima desèrtic d'altura, amb una gran oscil·lació tèrmica entre el dia i la nit.